# Jefea
Jefea é um género botânico pertencente à família Asteraceae.